# Forame de Panizza
Forame de Panizza é a intercomunicação do arco aórtico sistêmico direito e esquerdo do coração dos répteis crocodilianos. Esta estrutura permite grandes vantagens de sobrevivência desses répteis nos meios em que eles habitam uma vez que irá regular a mistura do sangue pobre em oxigênio e o sangue rico em oxigênio, que será enviado para o corpo, quando esses se encontram em apnéia. Essa mistura tem também como função desviar sangue rico em gás carbônico para o sistema gastrointestinal, otimizando a digestão, através da produção de altas taxas de secreção ácido gástrica. Deve o nome ao seu descobridor, o médico anatomista Bartolomeo Panizza.